# George I. Forsythe

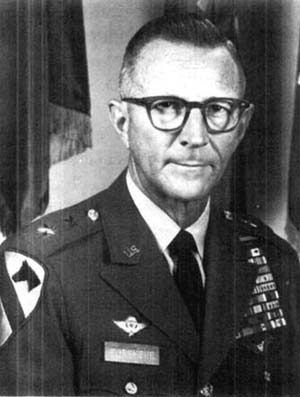
George I. Forsythe (1969)

George Irvin Forsythe (* 21. Juli 1918 in Butte, Silver Bow County, Montana; † 28. Dezember 1987 in Beaufort, Beaufort County, South Carolina) war ein Generalleutnant der United States Army. Er war unter anderem Kommandeur der 1. Kavalleriedivision.
Über das ROTC-Programm der University of Montana gelangte er im Jahr 1939 in das Offizierskorps des US-Heeres. In der Armee durchlief er anschließend alle Offiziersränge vom Leutnant bis zum Drei-Sterne-General.
In seinen jüngeren Jahren absolvierte er den für Offiziere in den niederen Rangstufen üblichen Dienst in verschiedenen Einheiten und Standorten. Dazu gehörten auch Aufgaben als Stabsoffizier in verschiedenen Hauptquartieren. Über seine Verwendungen während des Zweiten Weltkriegs und des Koreakriegs geben die Quellen keinen Aufschluss.
Anfang der 1960er Jahre gehörte George Forsythe dem Stab des Chief of Staff of the Army an. Im August 1963 erreichte er mit seiner Beförderung zum Brigadegeneral die Generalsränge. In der Folge war er Stabsoffizier bei der 25. Infanteriedivision. Diese Division war auf Hawaii stationiert. Einige Einheiten wurden aber bereits damals im Vietnamkrieg eingesetzt.  Danach war George Forsythe militärischer Leiter der von dem Zivilisten Robert Komer (1922–2000) geführten Mission Civil Operations and Revolutionary Development Support. Dabei handelte es sich um eine amerikanisch-südvietnamesische Mission zur Unterstützung der südvietnamesischen Bevölkerung um diese dem Einfluss der kommunistischen Gegenseite zu entziehen. Forsythe übte diese Tätigkeit in den Jahren 1967 und 1968 aus. Für seine Tätigkeit in dieser Zeit wurde er mit der Army Distinguished Service Medal ausgezeichnet.
Im August 1968 übernahm George Forsythe das Kommando über die 1. Kavalleriedivision. Diese war im Vietnamkrieg eingesetzt und an teilweise heftigen Gefechten beteiligt. Forsythe behielt sein Kommando bis zum April 1969 als Elvy B. Roberts seine Nachfolge antrat. Anschließend wurde er zum Leiter der United States Army Infantry School in Fort Benning dem heutigen Fort Moore bestimmt. Diese Aufgabe nahm er bis Oktober 1970 wahr.
Danach war George Forsythe bis zu seiner Pensionierung im Jahr 1972 Stabsoffizier im Generalstab der Armee, wo er an der Neuausrichtung des Heeres von einer Wehrpflichttruppe zu einer Armee aus Freiwilligen beteiligt war.
George Forsythe starb am 28. Dezember 1987 in Beaufort in South Carolina und wurde auf dem dortigen Beaufort National Cemetery beigesetzt.